# Bazet
Bazet település Franciaországban, Hautes-Pyrénées megyében. Lakosainak száma 1877 fő (2022. január 1.). Bazet Andrest, Aurensan, Bordères-sur-l’Échez, Bours és Oursbelille községekkel határos.

## Népesség
A település népességének változása:
| Lakosok száma | 1627 | 1611 | 1757 | 1748 | 1786 | 1824 | 1849 | 1880 | 1877 |
|               | 2013 | 2015 | 2016 | 2017 | 2018 | 2019 | 2020 | 2021 | 2022 |